# Gomphocerippus
Gomphocerippus ist eine Gattung der Familie der Feldheuschrecken innerhalb der Kurzfühlerschrecken mit zwei Arten, von denen eine auch in Mitteleuropa vorkommt.

## Merkmale
Die Arten der Gattung besitzen die typische Körpergestalt der Kurzfühlerschrecken. Ihr Kopf ist in Aufsicht kurz, die Scheitelgrübchen lang und schmal. Wesentliches Merkmal für die Unterscheidung von ähnlichen Gattungen ist die Gestalt der Fühler. Diese sind in beiden Geschlechtern lang und schlank und am Ende keulig erweitert, mit einer abgesetzt weiß gefärbten Spitze. Am Pronotum sind deutliche, winklig geknickte Seitenkiele ausgebildet, der Hinterrand ist mittig etwas vorgezogen. Die als Tegmina ausgebildeten Vorderflügel und die Hinterflügel sind beide gut ausgebildet, sie erreichen mindestens die Spitze der Hinterschenkel. Die Tiere sind flugfähig. Der Vorderrand der Vorderflügel besitzt eine deutliche beulenartige Erweiterung (Präcostalfeld) wie bei der Gattung Chorthippus. Das Medialfeld ist nicht erweitert.

## Verbreitung
Die Gattung umfasst, in ihrer gegenwärtig akzeptierten Umschreibung, zwei Arten. Gomphocerippus rufus lebt in fast ganz Europa, im westlichen Asien über den Kaukasus bis nach Kasachstan in Zentralasien. Gomphocerippus longipennis lebt in China, bisher nachgewiesen nur im Großen Hinggan-Gebirge bei Mohe in der Provinz Heilongjiang, in lichten Kiefernforsten. Die Art ist erst 2016 neu beschrieben worden.

## Phylogenie und Systematik
Der Name der Gattung wurde von dem britischen Entomologen Howard Radclyffe Roberts im Jahr 1941 als Ersatzname für Gomphocerus auct. nec Thunberg neu eingeführt. Dieser Name war bis dahin irrtümlich für die Rote Keulenschrecke in Gebrauch gewesen, die Beschreibung Thunbergs bezog sich aber auf eine andere Art, die Sibirische Keulenschrecke (Gomphocerus sibiricus, bis dahin Aeropus sibiricus). Typusart ist also Gryllus rufus Linnaeus, 1758. Bis zur Neubeschreibung von Gomphocerippus longipennis galt die Gattung als monotypisch.
Genetische Untersuchungen haben ohne jeden Zweifel ergeben, dass bei Anerkennung dieser Gattung die große Gattung Chorthippus paraphyletisch würde. Gomphocerippus ist sehr nahe verwandt zur Chorthippus biguttulus-Artengruppe in der Untergattung Glypotobotrus. Da diese Gattung ohnehin einer Revision bedarf, haben sich die meisten Forscher entschlossen, bis dahin die konventionellen Gattungen in alter Abgrenzung bestehen zu lassen. Abweichend dazu hat Bernard Defaut die Arten der Untergattung Glyptobotrus und Gomphocerippus unter diesem Gattungsnamen (aus Prioritätsgründen) zusammengeführt. Diese Lösung hat sich aber bisher nicht durchgesetzt.